# Drones (album)
Drones là album phòng thu thứ bảy của ban nhạc rock người Anh Muse. Album phát hành vào ngày 5 tháng 6 năm 2015 ở châu Âu và vào 8 tháng 6 năm 2015 ở Vương quốc Anh thông qua hai hãng thu âm Warner Bros.Records và Helium-3. Drones là một album với chủ đề là hành trình của nhân vật chính, từ bị ruồng bỏ cho đến lúc được truyền giáo để trở thành một "chiếc máy bay không người lái" và cuối cùng đã bỏ đi. Muse có ý định quay trở lại với những chất liệu rock đơn giản gồm guitar-bass-trống của các album trước. Album nhận được những ý kiến trái chiều từ giới phê bình; các nhà phê bình đánh giá cao phần âm nhạc, nhưng ngược lại, chỉ trích phần ca từ của các bài hát.
Drones được thu âm trong khoảng thời gian giữa tháng 10 năm 2014 và tháng 4 năm 2015 tại The Warehouse Studio ở Vancouver, British Columbia và được đồng sản xuất bởi ban nhạc và Robert John "Mutt" Lange. Đảm nhiệm phần đồ họa cho album là nghệ sĩ người Hoa Kỳ Matt Mahurin. Album đã đoạt giải Grammy cho Album rock xuất sắc nhất tại lễ trao giải Grammy lần thứ 58.

## Bối cảnh sản xuất và ghi âm
Trong các album trước đó là The Resistance (2009) và The 2nd Law (2012), Muse đã trải nghiệm với dòng nhạc giao hưởng và điện tử. Tháng 12 năm 2013, Muse phát hành một album trực tiếp và video Live at Rome Olympic Stadium; nhà viết nhạc Matthew Bellamy cho biết ban nhạc muốn album này "thể hiện được một số những điều quan trọng mà chúng tôi đã và đang thực hiện vì trong tương lai, chúng tôi muốn làm một điều gi đó khác."
Muse sớm bắt tay vào quá trình viết nhạc cho album thứ bảy sau khi kết thúc chuyến lưu diễn âm nhạc ở Rome. Bellamy nói rằng album "sẽ là toàn bộ những gì mà chúng tôi đã trải nghiệm thêm được từ hai album trước đó... Có lẽ tôi có cảm nhận rằng album này sẽ làm tốt việc tái kết nối và nhắc nhở chúng ta một điều căn bản rằng ta là ai."
Tháng 10 năm 2014, Muse đặt chân đến The Warehouse Studio ở Vancouver. Sau hai album tự sản xuất trước đó, lần này Muse quyết định làm việc với nhà sản xuất Robert John "Mutt" Lange trong Drones. Buổi thu âm đầu tiên khép lại vào ngày 19 tháng 10, và ban nhạc bảo rằng nó "đầy cảm xúc". Muse quay trở lại phòng thu âm này vào tháng 11 năm 2014. Ngày 1 tháng 4 năm 2015, tay trống Dominic Howard và tay phối nhạc Rich Costey viết trên tài khoản Instagram rằng họ đã hoàn tất công đoạn phối nhạc cho album.

## Chủ đề
Drones là một album có chủ đề về sự tha hóa nhân cách trong những cuộc chiến tranh thời kì hiện đại. Câu chuyện mở đầu với "Dead Inside", trong đó nhân vật chính đã mất hi vọng và bị tổn thương sâu sắc bởi những vũ khí nguy hiểm trong "Psycho". Anh ta cuối cùng đã bỏ đi, nổi loạn và chiến thắng kẻ thù.
Trả lời những câu hỏi của người hâm mộ trên Twitter vào tháng 9 năm 2014, Bellamy nói rằng chủ đề của album bao gồm cả về hệ sinh thái sâu, khoảng đồng cảm giữa nóng và lạnh trong tâm lý học và Chiến tranh thế giới thứ ba. Vào tháng 3 năm 2015, Bellamy nói:
| “ | Với tôi, những chiếc máy bay không người lái là ẩn dụ cho những kẻ tâm thần có khả năng tự mình thực hiện những hành vi tâm thần. Thế giới này đang được điều khiển bởi những chiếc máy bay không người lái, sử dụng chúng để đồng hóa chúng ta thành chính những chiếc máy bay không người lái ấy. Album này khám phá về trải nghiệm của một con người, từ khi bị ruồng bỏ và mất hết hi vọng, đến lúc được một hệ thống toàn máy bay không người lái của con người truyền giáo và cuối cùng bước ra khỏi thế giới của những kẻ áp bức đó. | ” |

Trong một cuộc phỏng vấn với kênh BBC Radio 1 vào tháng 3 năm 2015, Bellamy mô tả Drones như là "một ẩn dụ hiện đại cho sự thiếu đồng cảm... Trong những công nghệ hiện đại và đặc biệt hiện rõ trong những cuộc chiến tranh không người lái, người ta hoàn toàn có thể thực hiện những điều kinh khủng, ở một khoảng cách rất xa, mà thực sự không có chút cảm xúc gì trước hậu quả của nó; thậm chí cho rằng hành động này chỉ là trách nhiệm của bản thân, bằng những cách khác nhau."
Dưới góc nhìn của chính ban nhạc và người hâm mộ, album được cho là một sự trở lại với những âm thanh đặc sệt phong cách rock và ít dính dáng đến những thể loại khác.

## Quảng bá
Ngày 26 tháng 1 năm 2015, Muse tiết lộ tựa đề của album trong một video có chứa tiếng của bàn phối nhạc, những bản mẫu âm thanh và có xuất hiện dòng chữ: "Nghệ sĩ - Muse, Album - Drones". Video này được đăng tải trên tài khoản Instagram của ban nhạc. Muse bắt đầu sử dụng hashtag "#MuseDrones" trên Twitter và Instagram. Vào ngày 8 tháng 3, ban nhạc công bố một đoạn ngắn trong bài hát mới "Psycho" và cho biết thêm rằng ca khúc "đã được phối trong một thời lượng được quy định hết sức chặt chẽ".
Vào ngày 12 tháng 3, Muse ra mắt một video chứa lời bài hát "Psycho" trên kênh YouTube của ban nhạc và cho phép bài hát có sẵn để tải xuống khi đặt trước album. Từ ngày 15 đến ngày 24 tháng 3, ban nhạc đã chơi trong chuyến lưu diễn Psycho UK Tour với 6 buổi biểu diễn tại các địa điểm nhỏ trên toàn Vương quốc Anh. Vào ngày 23 tháng 3, "Dead Inside" được phát hành thành đĩa đơn mở đường cho album với một video lời nhạc trên kênh YouTube của Muse. Ngày 18 tháng 5, Muse ra mắt video lời nhạc cho "Mercy" và ra mắt bài hát trên Spotify. Ngày 29 tháng 5, một video lời nhạc khác của "Reapers" được đăng tải trên YouTube, tiếp sau đó là "The Handler" vào ngày 2 tháng 6 và "[JFK]" cùng với "Defector" vào ngày 3 tháng 6.
Trả lời phỏng vấn của Radio 1's Big Weekend vào tháng 5 năm 2015, ban nhạc cho biết nhóm đã thực hiện chuyến lưu diễn Drones World Tour để hỗ trợ và quảng bá cho album.

## Diễn biến thương mại
Drones ra mắt tại vị trí quán quân bảng xếp hạng US Billboard 200, bán ra 84.000 bản trong tuần đầu phát hành (79.000 bản là album truyền thống), thế chỗ của album quán quân tuần trước, How Big, How Blue, How Beautiful của Florence and the Machine. Đây là lần đầu tiên kể từ sau năm 1956, hai nghệ sĩ người Anh liên tiếp ra mắt ở ngôi đầu của bảng xếp hạng. Doanh số album truyền thống cũng giúp cho Drones giành ngôi quán quân bảng xếp hạng Top Album Sales. Trước đó, các chuyên gia trong ngành công nghiệp ghi âm đã dự báo album có thể ra mắt ở vị trí quán quân với doanh số khoảng 75.000 đơn vị.
Album cũng ra mắt ở vị trí số 1 trên bảng xếp hạng của 21 quốc gia trên toàn cầu, trong đó có Vương quốc Anh, Pháp, Nhật Bản (bảng xếp hạng quốc tế), Úc, Hà Lan, Bỉ, Thụy Sĩ, New Zealand, Ireland, Argentina, Colombia, Đan Mạch, Na Uy, Phần Lan, Hồng Kông (bảng xếp hạng quốc tế), Hàn Quốc (bảng xếp hạng quốc tế), Bồ Đào Nha, Nga (bảng xếp hạng chính), Singapore và Đài Loan (bảng xếp hạng chính). Album cũng ra mắt trong top 3 ở Ý, Thụy Điển, Canada, Áo, Hi Lạp, Đức và Indonesia.
Trên bảng xếp hạng UK Albums Chart, album cũng khời động ở vị trí quán quân với doanh số xấp xỉ 73.000 bản, qua đó trở thành album quán quân thứ năm của ban nhạc tại thị trường Vương quốc Anh và là album có doanh số trong tuần đầu phát hành cao thứ ba năm 2015, tiếp nối các album quán quân trước đó là Absolution (2003), Black Holes and Revelations (2006), The Resistance (2009) và The 2nd Law (2012). Công ty Official Charts Company cũng thông báo rằng Drones đã trải qua tuần thứ hai ở ngôi vị quán quân của bảng xếp hạng với 24.445 bản (996 đơn vị từ các dịch vụ streaming), nâng tổng doanh số hai tuần đầu phát hành của album lên 97.308 bản.

## Đánh giá chuyên môn
| Đánh giá chuyên môn | Đánh giá chuyên môn |
| Điểm trung bình     | Điểm trung bình     |
| Nguồn               | Đánh giá            |
| ------------------- | ------------------- |
| Metacritic          | 63/100              |
| Nguồn đánh giá      |                     |
| Nguồn               | Đánh giá            |
| AllMusic            | [ 27 ]              |
| Billboard           | [ 50 ]              |
| Los Angeles Times   | [ 51 ]              |
| NME                 | 7/10                |
| The Observer        | [ 53 ]              |
| Pitchfork           | 4.5/10              |
| Q                   | [ 55 ]              |
| Rolling Stone       | [ 56 ]              |
| The Telegraph       | [ 57 ]              |
| Time Out            | [ 58 ]              |
| Kerrang!            | [ 49 ]              |

Drones nhận được nhiều đánh giá trái chiều. Trên Metacritic, trang đưa ra cách chấm điểm với thang điểm 100 dựa trên các bài đánh giá của hệ thống các nhà phê bình âm nhạc, album hiện đang nắm giữ 64 điểm dựa theo 24 bài nhận xét, chín trong số đó là các nhận xét ưa thích.
Kerrang! cho Drones điểm số hoàn hảo, đánh giá album "hết sức cổ điển, đã thể hiện đầy sắc sảo và tập trung vào những gì đang tồn tại trong tên gọi của nhạc rock cao thượng." Q viết rằng mặc dù Muse đã ghi điểm cho sự trở lại với bản chất của họ, "Drones không khác nào một album quay về căn bản của garage rock... vừa vặn với chủ đề là câu chuyện về sự kiểm soát tâm trạng, nó là một album của những điều thú vị nằm rải rác." David Fricke của tạp chí Rolling Stone gọi album  "thực sự là một niềm vui tội lỗi" và ca ngợi "sự cập nhật đầy đặn những âm thanh guitar-bass-trống vốn đã là bổn phận" từ những album trước đó của ban nhạc là "điều mà Muse thực hiện tốt nhất" Tờ NME cho rằng  "thương hiệu cho chủ đề âm nhạc của Muse trong album: tẩy não, siêu năng lượng của sự vận động chiến tranh, sự ỉm đi của sự thật và sự cấp bách của việc gạt đi những bàn tay giết chóc loài người, vẫn có sức lan tỏa trong năm 2015, nhưng bằng một cách gián tiếp... Âm nhạc của Muse một lần nữa đã hướng đúng với sự mạo hiểm [của Bellamy]"
AllMusic viết rằng "rất khó để phủ nhận kết luận [của Muse] là chiến tranh rất tồi tệ, nhưng xu hướng tô đậm mọi thứ, in nghiêng những từ ngữ chính là một điều rất giá trị trong âm nhạc." Kitty Empire của The Observer viết rằng mặc cho lời các bài hát có phần "tầm thường" và có chủ định gây "nhầm lẫn" cho người nghe, một vài ca khúc trong Drones có "sự dồn tâm sức tuyệt vời; thể hiện kịp thời nhu cầu của âm nhạc đại chúng để truyền đạt cả tư tưởng và sự hối hả trong hạnh phúc." Ian Cohen của Pitchfork lại phát hiện thấy Drones còn thiếu sự khôn ngoan và chỉ trích phần lời bài hát, nhận xét rằng: "Bất cứ niềm vui nào với nhạc cảm du dương đáng để ngưỡng mộ của Bellamy hay những đoạn hook được thổi phồng lên đều là không đúng, vì sự ngoan cố trong âm nhạc của Muse đã chứng minh rằng ý nghĩa âm nhạc của họ không chỉ đơn thuần là vui vẻ, nó còn sâu sắc hơn thế." Oliver Keens của Time Out London gọi chủ đề về "máy bay không người lái" của album là "thiếu tế nhị và thô kệch" và câu chuyện được kể "thật hết sức đần độn như thức ăn của chó vậy – với những lời nói đùa nhạt nhẽo của những học thuyết về âm mưu đã trở thành "bong bóng"... Chúng ta đã từng than vãn rằng các nhạc sĩ đã không viết về chính trị nữa. Sự cố gắng này có lẽ là để giúp cho những điều tốt hơn."

### Giải thưởng
Giải thưởng
| Năm  | Giải        | Sản phẩm được đề cử | Người nhận giải | Hạng mục                 | Kết quả   |
| ---- | ----------- | ------------------- | --------------- | ------------------------ | --------- |
| 2016 | Giải Grammy | Drones              | Muse            | Album rock xuất sắc nhất | Đoạt giải |

Danh sách của giới phê bình
| Ấn phẩm | Danh hiệu                  | Năm  | Xếp hạng |
| ------- | -------------------------- | ---- | -------- |
| NME     | Album của năm 2015 của NME | 2015 | 41       |

## Danh sách và thứ tự các bài hát
Tất cả các ca khúc được viết bởi Matthew Bellamy.
| Drones —Phiên bản chuẩn | Drones —Phiên bản chuẩn | Drones —Phiên bản chuẩn |
| STT                     | Nhan đề                 | Thời lượng              |
| ----------------------- | ----------------------- | ----------------------- |
| 1.                      | "Dead Inside"           | 4:22                    |
| 2.                      | "[Drill Sergeant]"      | 0:21                    |
| 3.                      | "Psycho"                | 5:16                    |
| 4.                      | "Mercy"                 | 3:51                    |
| 5.                      | "Reapers"               | 5:59                    |
| 6.                      | "The Handler"           | 4:33                    |
| 7.                      | "[JFK]"                 | 0:54                    |
| 8.                      | "Defector"              | 4:33                    |
| 9.                      | "Revolt"                | 4:05                    |
| 10.                     | "Aftermath"             | 5:47                    |
| 11.                     | "The Globalist"         | 10:07                   |
| 12.                     | "Drones"                | 2:49                    |
| Tổng thời lượng:        | Tổng thời lượng:        | 52:40                   |

| Drones —DVD thêm cho phiên bản cao cấp | Drones —DVD thêm cho phiên bản cao cấp                 | Drones —DVD thêm cho phiên bản cao cấp |
| STT                                    | Nhan đề                                                | Thời lượng                             |
| -------------------------------------- | ------------------------------------------------------ | -------------------------------------- |
| 1.                                     | "Psycho" (biểu diễn trực tiếp tại Glasgow Barrowlands) | 5:44                                   |
| 2.                                     | "Dead Inside" (biểu diễn trực tiếp tại Brighton Dome)  | 4:38                                   |
| 3.                                     | "The Handler" (thử âm thanh tại Exeter Great Hall)     | 4:45                                   |
| 4.                                     | "Reapers" (biểu diễn trực tiếp tại Exeter Great Hall)  | 6:18                                   |
| 5.                                     | "Bonus Studio Footage - The Globalist / Defector"      | 10:00                                  |
| Tổng thời lượng:                       | Tổng thời lượng:                                       | 32:57                                  |

Ghi chú
- "The Globalist" có chứa phần nhạc dựa theo bài "Nimrod" từ the Enigma Variations, sáng tác bởi Edward Elgar.
- "Drones" có chứa phần nhạc dựa theo bài "Benedictus" từ Missa Papae Marcelli, sáng tác bởi Giovanni Pierluigi da Palestrina.

## Những người thực hiện
| Muse - Matthew Bellamy – hát chính, guitar, piano, bộ gõ, sắp xếp đàn dây, sản xuất - Christopher Wolstenholme – bass, hát đệm, sản xuất - Dominic Howard – trống, sản xuất Hỗ trợ thực hiện - Will Leon Thompson – đối thoại (trong vai Drill Sergeant) (bài số 2 và 3) - Michael Shiloah – đối thoại (vai Recruit) (bài số 2 và 3) - John F. Kennedy - lấy mẫu từ phần của bài phát biểu ("The President and the Press", 1961) (bài số 7 và 8) | Thực hiện sản xuất - Robert John "Mutt" Lange – sản xuất, hỗ trợ hát đệm (bài số 10) - Matt Mahurin – đồ họa cho album, minh họa cho bài hát - Tommaso Colliva – thu âm, hỗ trợ sản xuất - Rich Costey - phối nhạc, hỗ trợ sản xuất - Giovanni Versari - master[a] (trừ bài số 1) - Bob Ludwig - master[a] (bài số 1) |

Ghi chú
- [a]: người thực hiện việc chuyển giao dữ liệu vào các thiết bị lưu trữ

## Xếp hạng và chứng nhận
| Bảng xếp hạng (2015)                     | Vị trí cao nhất |
| ---------------------------------------- | --------------- |
| Album Úc (ARIA)                          | 1               |
| Album Áo (Ö3 Austria)                    | 2               |
| Album Bỉ (Ultratop Vlaanderen)           | 2               |
| Album Bỉ (Ultratop Wallonie)             | 1               |
| Album Canada (Billboard)                 | 2               |
| Album Hà Lan (Album Top 100)             | 1               |
| Album Phần Lan (Suomen virallinen lista) | 1               |
| Album Pháp (SNEP)                        | 1               |
| Album Đức (Offizielle Top 100)           | 3               |
| Greek Albums (IFPI)                      | 3               |
| Album Hungaria (MAHASZ)                  | 3               |
| Album Ireland (IRMA)                     | 1               |
| Album Ý (FIMI)                           | 2               |
| Album Nhật Bản (Oricon)                  | 5               |
| Album Hàn Quốc (Circle)                  | 4               |
| Album Hàn Quốc Quốc tế (Circle)          | 2               |
| Album New Zealand (RMNZ)                 | 1               |
| Album Na Uy (VG-lista)                   | 1               |
| Album Ba Lan (ZPAV)                      | 6               |
| Album Bồ Đào Nha (AFP)                   | 1               |
| Album Scotland (OCC)                     | 1               |
| Album Thụy Điển (Sverigetopplistan)      | 2               |
| Album Tây Ban Nha (PROMUSICAE)           | 3               |
| Album Thụy Sĩ (Schweizer Hitparade)      | 1               |
| Album Anh Quốc (OCC)                     | 1               |
| Album Hoa Kỳ Billboard 200               | 1               |

| Quốc gia                                                                           | Chứng nhận | Số đơn vị/doanh số chứng nhận |
| ---------------------------------------------------------------------------------- | ---------- | ----------------------------- |
| Úc (ARIA)                                                                          | Vàng       | 35.000^                       |
| Bỉ (BEA)                                                                           | Vàng       | 15.000*                       |
| Canada (Music Canada)                                                              | Vàng       | 40.000^                       |
| Ý (FIMI)                                                                           | Vàng       | 25.000*                       |
| Nga (NFPF)                                                                         | Bạch kim   | 10.000*                       |
| Thụy Sĩ (IFPI)                                                                     | Vàng       | 10.000^                       |
| Anh Quốc (BPI)                                                                     | Vàng       | 100.000*                      |
| * Chứng nhận dựa theo doanh số tiêu thụ. ^ Chứng nhận dựa theo doanh số nhập hàng. |            |                               |

## Lịch sử phát hành
| Quốc gia       | Ngày phát hành      | Phiên bản                            | Nhãn hiệu    |
| -------------- | ------------------- | ------------------------------------ | ------------ |
| Australia      | 5 tháng 6 năm 2015  | CD +DVD LP CD+DVD+LP Tải kĩ thuật số | Warner Bros. |
| Áo             | 5 tháng 6 năm 2015  | CD +DVD LP CD+DVD+LP Tải kĩ thuật số | Warner Bros. |
| Phần Lan       | 5 tháng 6 năm 2015  | CD +DVD LP CD+DVD+LP Tải kĩ thuật số | Warner Bros. |
| Đức            | 5 tháng 6 năm 2015  | CD +DVD LP CD+DVD+LP Tải kĩ thuật số | Warner Bros. |
| Ireland        | 5 tháng 6 năm 2015  | CD +DVD LP CD+DVD+LP Tải kĩ thuật số | Warner Bros. |
| Hà Lan         | 5 tháng 6 năm 2015  | CD +DVD LP CD+DVD+LP Tải kĩ thuật số | Warner Bros. |
| New Zealand    | 5 tháng 6 năm 2015  | CD +DVD LP CD+DVD+LP Tải kĩ thuật số | Warner Bros. |
| Thụy Sĩ        | 5 tháng 6 năm 2015  | CD +DVD LP CD+DVD+LP Tải kĩ thuật số | Warner Bros. |
| United Kingdom | 8 tháng 6 năm 2015  | CD +DVD LP CD+DVD+LP Tải kĩ thuật số | Warner Bros. |
| Pháp           | 8 tháng 6 năm 2015  | CD +DVD LP CD+DVD+LP Tải kĩ thuật số | Warner Bros. |
| Ba Lan         | 8 tháng 6 năm 2015  | CD +DVD LP CD+DVD+LP Tải kĩ thuật số | Warner Bros. |
| Canada         | 9 tháng 6 năm 2015  | CD +DVD LP CD+DVD+LP Tải kĩ thuật số | Warner Bros. |
| Italy          | 9 tháng 6 năm 2015  | CD +DVD LP CD+DVD+LP Tải kĩ thuật số | Warner Bros. |
| Tây Ban Nha    | 9 tháng 6 năm 2015  | CD +DVD LP CD+DVD+LP Tải kĩ thuật số | Warner Bros. |
| Hoa Kỳ         | 9 tháng 6 năm 2015  | CD +DVD LP CD+DVD+LP Tải kĩ thuật số | Warner Bros. |
| Nhật Bản       | 10 tháng 6 năm 2015 | CD +DVD LP CD+DVD+LP Tải kĩ thuật số | Warner Bros. |
| Na Uy          | 10 tháng 6 năm 2015 | CD +DVD LP CD+DVD+LP Tải kĩ thuật số | Warner Bros. |
| Thụy Điển      | 10 tháng 6 năm 2015 | CD +DVD LP CD+DVD+LP Tải kĩ thuật số | Warner Bros. |